# Llista Democràtica
Llista Democràtica fou un partit polític a Luxemburg.
El partit va ser establert per antics membres de la Lliga Liberal de Luxemburg i el Partit de la Dreta. Va ser vinculat a la Llista Lliure dels Grangers, Classe Mitjana i Treballadors, amb Pierre Prüm inclòs a la llista dels dos partits. Va rebre el 9.8% dels vots a les eleccions legislatives de 1937, guanyant dos escons. No es va presentar a les eleccions posteriors.